# Pachycephala melanura
El silbador colinegro  (Pachycephala melanura) es una especie de ave paseriforme de la familia Pachycephalidae.

## Distribución geográfica y hábitat
Es endémica de las costas de Australasia.
Se lo encuentra en manglares y zonas adyacentes a bosques húmedos.

## Subespecies
Se reconocen las siguientes según IOC:
- P. m. dahli: archipiélago Bismarck y sudeste de Nueva Guinea.
- P. m. spinicaudus: sur de Nueva Guinea e islas del estrecho de Torres.
- P. m. violetae: norte de Australia.
- P. m. melanura: noroeste de Australia.
- P. m. robusta: norte de Australia.